# Canton de Brive-la-Gaillarde-3
Le canton de Brive-la-Gaillarde-3 est une circonscription électorale française du département de la Corrèze créée par le décret du 24 février 2014 et entrée en vigueur lors des élections départementales de 2015.

## Histoire
Un nouveau découpage territorial de la Corrèze entre en vigueur en mars 2015, défini par le décret du 24 février 2014, en application des lois du 17 mai 2013 (loi organique 2013-402 et loi 2013-403). Les conseillers départementaux sont, à compter de ces élections, élus au scrutin majoritaire binominal mixte. Les électeurs de chaque canton élisent au Conseil départemental, nouvelle appellation du Conseil général, deux membres de sexe différent, qui se présentent en binôme de candidats. Les conseillers départementaux sont élus pour 6 ans au scrutin binominal majoritaire à deux tours, l'accès au second tour nécessitant 12,5 % des inscrits au 1er tour. En outre la totalité des conseillers départementaux est renouvelée. Ce nouveau mode de scrutin nécessite un redécoupage des cantons dont le nombre est divisé par deux avec arrondi à l'unité impaire supérieure si ce nombre n'est pas entier impair, assorti de conditions de seuils minimaux. Dans la Corrèze, le nombre de cantons passe ainsi de 37 à 19. Le nouveau canton de Brive-la-Gaillarde-3 est issu d'un remodelage des différents cantons Brive-la-Gaillarde-Centre, Brive-la-Gaillarde-Nord-Est, Brive-la-Gaillarde-Nord-Ouest, Brive-la-Gaillarde-Sud-Est et Brive-la-Gaillarde-Sud-Ouest.

## Représentation
| Période élective | Période élective | Mandat | Mandat   | Identité        | Nuance | Nuance | Qualité |
| ---------------- | ---------------- | ------ | -------- | --------------- | ------ | ------ | --- |
| 2015             | 2021             | 2015   | 2021     | Sandrine Maurin |        | LR     | 7e Maire-adjointe de Brive-la-Gaillarde (2014-2020) Vice-présidente du Conseil départemental (depuis 2015)  |
| 2015             | 2021             | 2015   | 2021     | Gérard Soler    |        | DVD    | Maire de Cosnac (depuis 2008) 1er vice-président de l'Agglo de Brive (depuis 2017)                          |
| 2021             | 2028             | 2021   | en cours | Sandrine Maurin |        | LR     | 2e Maire-adjointe de Brive-la-Gaillarde depuis 2020, 1ère Vice-Présidente déléguée aux Solidarités Sociales |
| 2021             | 2028             | 2021   | en cours | Gérard Soler    |        | DVD    | Conseiller sortant                                                                                          |

### Résultats détaillés

#### Élections de mars 2015
À l'issue du 1er tour des élections départementales de 2015, deux binômes sont en ballottage : Sandrine Maurin et Gérard Soler (UMP, 41,92 %) et Nicole Chaumont et Jean-Claude Chauvignat (PS, 28,85 %). Le taux de participation est de 51,76 % (4 900 votants sur 9 466 inscrits) contre 59,60 % au niveau départemental et 50,17 % au niveau national.
Au second tour, Sandrine Maurin et Gérard Soler (UMP) sont élus avec 56,42 % des suffrages exprimés et un taux de participation de 52,12 % (2 260 voix pour 4 363 votants et 8 295 inscrits).

#### Élections de juin 2021
Le premier tour des élections départementales de 2021 est marqué par un très faible taux de participation (33,26 % au niveau national). Dans le canton de Brive-la-Gaillarde-3, ce taux de participation est de 32,94 % (2 743 votants sur 8 326 inscrits) contre 42,13 % au niveau départemental. À l'issue de ce premier tour, deux binômes sont en ballottage : Sandrine Maurin et Gérard Soler (Union à droite, 55,73 %) et Amandine Benhattab-Celerier et Christophe Blavignac (Union à gauche, 17,65 %).
Le second tour des élections est marqué une nouvelle fois par une abstention massive équivalente au premier tour. Les taux de participation sont de 34,3 % au niveau national, 43,69 % dans le département et 35,55 % dans le canton de Brive-la-Gaillarde-3. Sandrine Maurin et Gérard Soler (Union à droite) sont élus avec 68,52 % des suffrages exprimés (1 883 voix pour 2 960 votants et 8 327 inscrits),,.

## Composition
| Nom                                        | Code Insee | Intercommunalité      | Superficie (km2) | Population (dernière pop. légale)               | Densité (hab./km2) | Modifier                                    |
| ------------------------------------------ | ---------- | --------------------- | ---------------- | ----------------------------------------------- | ------------------ | ------------------------------------------- |
| Brive-la-Gaillarde (bureau centralisateur) | 19031      | CA du Bassin de Brive | 48,59            | Fraction : 8 760 (2022) Commune : 46 769 (2022) | 963                | modifier les données · modifier les données |
| La Chapelle-aux-Brocs                      | 19043      | CA du Bassin de Brive | 4,99             | 460 (2022)                                      | 92                 | modifier les données · modifier les données |
| Cosnac                                     | 19063      | CA du Bassin de Brive | 19,98            | 3 042 (2022)                                    | 152                | modifier les données · modifier les données |
| Canton de Brive-la-Gaillarde-3             | 1905       |                       |                  | 12 262 (2022)                                   |                    | modifier les données                        |

Le canton de Brive-la-Gaillarde-3 comprend :
1. deux communes entières,
2. la partie de la commune de Brive-la-Gaillarde située à l'est d'une ligne définie par l'axe des voies et limites suivantes : depuis la limite territoriale de la commune de Malemort-sur-Corrèze, cours de la Corrèze, avenue de Paris, boulevard Anatole-France, boulevard du Salan, boulevard Jules-Ferry, avenue Thiers, avenue Georges-Pompidou, rue Condorcet, rue Marcel-Pocaly, ligne de chemin de fer de Brive-la-Gaillarde à Tulle, avenue Jean-Lurçat, route départementale 38, jusqu'à la limite territoriale de la commune de Cosnac.

## Démographie
En 2022, le canton comptait 12 262 habitants, en évolution de +6,01 % par rapport à 2016 (Corrèze : −0,59 %, France hors Mayotte : +2,11 %).
| 2013   | 2018   | 2022   |
| ------ | ------ | ------ |
| 11 545 | 11 757 | 12 262 |

## Historique des élections

### Élection de 2015
| Candidats              | Partis      | Partis      | Premier tour | Premier tour | Second tour | Second tour |
| Candidats              | Partis      | Partis      | Voix         | %            | Voix        | %           |
| ---------------------- | ----------- | ----------- | ------------ | ------------ | ----------- | ----------- |
| Sandrine Maurin        |             | UMP         | 1 728        | 41,92        | 2 260       | 56,42       |
| Gérard Soler           |             | DVD         | 1 728        | 41,92        | 2 260       | 56,42       |
| Nicole Chaumont        |             | PS          | 1 189        | 28,85        | 1 746       | 43,58       |
| Jean-Claude Chauvignat |             | DVG         | 1 189        | 28,85        | 1 746       | 43,58       |
| Nelly Brun             |             | FN          | 777          | 18,85        |             |             |
| José Dinucci           |             | FN          | 777          | 18,85        |             |             |
| Daniel Freygefond      |             | EÉLV        | 428          | 10,38        |             |             |
| Line-Rose Mazaudoux    |             | PCF         | 428          | 10,38        |             |             |
|                        |             |             |              |              |             |             |
| Inscrits               | Inscrits    | Inscrits    | 8 299        | 100,00       | 8 295       | 100,00      |
| Abstentions            | Abstentions | Abstentions | 3 966        | 47,79        | 3 932       | 47,40       |
| Votants                | Votants     | Votants     | 4 333        | 52,21        | 4 363       | 52,60       |
| Blancs                 | Blancs      | Blancs      | 116          | 2,68         | 191         | 4,38        |
| Nuls                   | Nuls        | Nuls        | 95           | 2,19         | 166         | 3,80        |
| Exprimés               | Exprimés    | Exprimés    | 4 122        | 95,13        | 4 006       | 91,82       |

### Élection de 2021
| Candidats                   | Partis                   | Partis                   | Premier tour | Premier tour | Second tour | Second tour |
| Candidats                   | Partis                   | Partis                   | Voix         | %            | Voix        | %           |
| --------------------------- | ------------------------ | ------------------------ | ------------ | ------------ | ----------- | ----------- |
| Sandrine Maurin             |                          | LR                       | 1 468        | 55,73        | 1 883       | 68,52       |
| Gérard Soler                |                          | DVD                      | 1 468        | 55,73        | 1 883       | 68,52       |
| Amandine Benhattab-Celerier |                          | PS                       | 465          | 17,65        | 865         | 31,48       |
| Christophe Blavignac        |                          | PCF                      | 465          | 17,65        | 865         | 31,48       |
| Marie Louis                 |                          | RN                       | 351          | 13,33        |             |             |
| Antoine D'Aguanno           |                          | RN                       | 351          | 13,33        |             |             |
| Ombeline Aernout-Piednoel   |                          | ÉCO                      | 350          | 13,29        |             |             |
| Florian Hurard              |                          | ÉCO                      | 350          | 13,29        |             |             |
|                             |                          |                          |              |              |             |             |
| Suffrages exprimés          | Suffrages exprimés       | Suffrages exprimés       | 2 634        | 96,03        | 2 748       | 92,84       |
| Votes blancs                | Votes blancs             | Votes blancs             | 57           | 2,08         | 103         | 3,48        |
| Votes nuls                  | Votes nuls               | Votes nuls               | 52           | 1,90         | 109         | 3,68        |
| Total                       | Total                    | Total                    | 2 743        | 100          | 2 960       | 100         |
| Abstention                  | Abstention               | Abstention               | 5 583        | 67,06        | 5 367       | 64,45       |
| Inscrits / participation    | Inscrits / participation | Inscrits / participation | 8 326        | 32,94        | 8 327       | 35,55       |